# 요코시마정
요코시마정(일본어: 横島町)은 일본 구마모토현 북서부에 있던 정이다.
2005년 10월 3일에 다마나시, 덴스이정, 다이메이정과 신설합병해, 새롭게 다마나시가 되었다.

## 지리
서쪽은 아키라타쓰강을 사이에 두고 다마나시와, 동쪽은 덴스이강을 사이에 두고 덴스이정과 인접해 있다. 또한 남쪽으로는 아리아케해에 접해 있다. 마을 북쪽에는 작은 언덕(호카히라산)이 있지만, 이는 원래 아리아케해에 떠 있는 섬이었으며, 그 외의 마을 지역은 모두 에도시대부터 간척을 통해 조성된 땅이다. 

## 역사
에도 시대인 1605년(게이쇼 10) 초대 구마모토 번주 가토 키요마사의 명령으로 현재의 호키히라산에 해당하는 섬(요코시마)과 본토 사이의 바다를 개간해 육지로 만들었고, 이후 에도 시대부터 메이지 시대 중기까지 개간을 반복하며 남쪽으로 육지가 뻗어 나갔다. 전후 1967년에 국가에서 요코시마초로서는 마지막 간척이 실시되었다
- 1889년 4월 1일 - 정촌제 시행에 의해 요코시마촌이 성립하였다.
- 1968년 11월 3일 - 정으로 승격해 요코시마정이 되었다.
- 2005년 10월 3일 -  다마나시, 덴스이정, 다이메이정과 신설 합병해 새롭게 다마나시가 되었다.

## 교통

### 도로
- 국도 501호선

## 참고 문헌
- 角川日本地名大辞典編纂委員会, 『角川日本地名大辞典 43 熊本県』1987, 角川書店